# أليسون فورمان
أليسون فورمان (بالإنجليزية: Alison Forman)‏ (17 مارس 1969 - ) هي لاعبة كرة قدم أسترالية في مركز الوسط، شاركت في الألعاب الأولمبية الصيفية 2000. وشاركت مع منتخب أستراليا لكرة القدم للسيدات. أما مع النوادي، فقد لعبت مع Fortuna Hjørring ‏.

## وصلات خارجية
- أليسون فورمان على موقع الاتحاد الدولي (مؤرشف)  (الإنجليزية)
- أليسون فورمان على موقع قاعدة بيانات كرة القدم.إي يو (الإنجليزية)
- أليسون فورمان على موقع اللجنة الأولمبية الدولية (الإنجليزية)
- أليسون فورمان على موقع أوليمبيديا (الإنجليزية)
- أليسون فورمان على موقع اللجنة الأولمبية الأسترالية (الإنجليزية)